# Курган (Благовіщенський район)
Курга́н (рос. Курган) — селище у складі Благовіщенського району Алтайського краю, Росія. Входить до складу Новокулундінської сільської ради.

## Населення
Населення — 112 осіб (2010; 219 у 2002).
Національний склад (станом на 2002 рік):
- росіяни — 98 %